# Salvador Elizondo
Salvador Elizondo Alcalde (* 19. Dezember 1932 in Mexiko-Stadt; † 29. März 2006 ebenda) war ein mexikanischer Schriftsteller und Kritiker.
Elizondo war als Journalist, Verfasser von Gedichten, Novellen, Kritiken und Drehbüchern tätig. Daneben war er 25 Jahre lang Professor an der Universidad Nacional Autónoma de México. Seine bekanntesten Werke sind Farabeuf (1965), El hipogeo Segreto (1968) und El grafografo (1972).
Er lieferte die literarischen Vorlagen für die mexikanischen Filme Narda o el verano (1970) und El Desencarnado (1978).
Salvador Elizondo wird als der ursprünglichste und avantgardistischste Schriftsteller der Generation der 1960er Jahre in Mexiko angesehen. Er entwickelte einen kosmopolitischen literarischen Stil, abseits der realistischen und nationalistischen Strömungen, welche die Epoche beherrschten, mit Einflüssen von Autoren wie James Joyce oder Ezra Pound.

## Biographie
Salvador Elizondo wurde am 19. Dezember 1932 in Mexiko-Stadt als Sohn von Salvador Elizondo Pani, eines Diplomaten und Filmproduzenten, geboren. Schon in sehr jungen Jahren kam er in Kontakt mit Film und Literatur. Als Kind verbrachte er vor Ausbruch des Zweiten Weltkrieges einige Jahre in Deutschland und war drei Jahre an einer Militärschule in Kalifornien. Er studierte Bildende Künste in Mexiko-Stadt und Literatur an den Universitäten von Ottawa, Cambridge, Perugia, an der Sorbonne und der Universidad Nacional Autónoma de México (UNAM). Er war der Gründer der Zeitschriften SNOB und NuevoCine und Mitarbeiter bei anderen Zeitschriften, u. a. Vuelta und Plural y Siempre.
Im Jahre 1965 erhielt er den Xavier Villaurrutia-Preis für seine Novelle Farabeuf o la crónica de un instante (dt. Farabeuf oder die Chronik eines Augenblicks). Er wurde Gründungsstipendiat am El Colegio de México, wo er die chinesische Sprache studierte. Er wurde Professor an der UNAM und Stipendiat der Fundación Ford, so dass er Studien in New York und San Francisco absolvieren konnte.
Im Jahre 1990 erhielt er den Nationalen Literaturpreis. Er war Mitglied in der Mexikanischen Sprachakademie ab 1976 und ab 1981 im El Colegio Nacional.
38 Jahre lang war Elizondo mit der mexikanischen Fotografin Paulina Lavista verheiratet.
Am 29. März 2006 erlag er in Mexiko-Stadt einem Krebsleiden.
Nach Octavio Paz war er der zweite Schriftsteller, dem die Ehre zuteilwurde, im Palacio de Bellas Artes aufgebahrt zu werden.

## Werke
- Poemas, 1960
- Luchino Visconti (crítica), 1963
- Farabeuf o la crónica de un instante (novela), 1965
  - deutsch: Farabeuf oder die Chronik eines Augenblicks. München : Hanser, 1969.
- Narda o el verano (cuentos), 1966
- Autobiografía, 1966
- El hipogeo secreto (novela) 1968
- Cuaderno de escritura (crítica y textos), 1969
- El retrato de Zoe (relatos), 1969
- El grafógrafo (textos y relatos), 1972
- Contextos (artículos de crítica), 1973
- Museo poético (antología de poesía mexicana moderna), 1974
- Antología personal (textos inéditos), 1974
- Miscast (Lírica, comedia en tres actos), 1981
- Camera lucida (textos), México, 1983
- La luz que regresa (Textos), 1984
- Elsinore: un cuaderno (relato), 1988
- Estanquillo (textos), 1992
- Teoría del infierno, 1993
- Pasado Anterior 2007